# ベラミ 愛を弄ぶ男
『ベラミ 愛を弄ぶ男』（ベラミ あいをもてあそぶおとこ、原題：Bel Ami）は、2012年制作のイギリス映画。
ギ・ド・モーパッサンの小説「ベラミ」の映画化作品。第62回ベルリン国際映画祭正式出品作品。

## キャスト
- ジョルジュ・デュロワ：ロバート・パティンソン
- マドレーヌ・フォレスティエ：ユマ・サーマン
- ヴィルジニー・ルセ：クリスティン・スコット・トーマス
- クロティルド・ド・マレル：クリスティーナ・リッチ
- ルセ氏：コルム・ミーニイ
- シャルル・フォレスティエ：フィリップ・グレニスター
- シュザンヌ・ルセ：ホリデイ・グレインジャー
- ラシェル：ナタリア・テナ